# 孤岛危机
《末日之戰》是一款科幻題材的第一人稱射擊遊戲，此遊戲由德國遊戲開發商Crytek製作開發，由美商藝電發行，是末日之戰三部曲的第一部。於2007年11月中旬在全球發行，推出平台只有PC版本，PS3和Xbox 360家用机平台则在2011年10月4日發佈，在歐美地區發行。
《末日之戰》的背景發生在一座菲律賓東方虛構島嶼「靈山島」，一架來自外星的太空艦在小島上被發現，玩家扮演三角洲部隊中暴龍小隊的成員──諾曼（Nomad）進行搜索和撤離的任務。暴龍小隊的隊員具有一件生化奈米裝（Nano Muscle Suit），奈米裝具備了多種未來的武器及裝備，根據Crytek的遊戲設計師Bernd Diemer的介紹，這套奈米裝含有多種高科技功能，這套奈米裝的靈感來自美國的未來戰士2020計畫（Future Warrior 2020）。在遊戲中，玩家的戰鬥對象包括北朝鮮軍人和外星人，戰鬥發生在四個場景──熱帶叢林小島、美軍航空母艦、冰凍球體（Ice Sphere）和外星來的太空艦。末日之戰使用Crytek所開發的CryENGINE 2引擎，引擎支援微軟的API──DirectX 10，玩家也能使用內建的遊戲編輯器編輯地圖。PlayStation 3和Xbox 360家用机平台则使用較新一代的CryENGINE 3引擎，把只能支持PC平台所開發使用的CryENGINE 2引擎遊戲移植到CryENGINE 3引擎中運行，能可得到在家用机平台上運行，在主机平台上裡是全新的光照系统，并加入了一些特殊效果，讓比PC平台上發揮更為出色。
於2008年6月5日，Crytek與美商藝電公布《末日之戰》首个分支作品《末日之戰：獵殺悍將（Crysis Warhead）》，於2008年9月在全球地區相繼推出，發行平台僅電腦版本。末日之戰：獵殺悍將故事是敘述原作之後，主角為原作作品中暴龍小隊賽可一員。
2009年5月30日，Crytek宣佈《末日之戰》續作《末日之戰2》，使用新一代的CryENGINE 3引擎開發，推出PC、Xbox 360與PlayStation 3三個平台，在北美时间2011年3月22日、歐洲时间25日相繼推出。2年后的2013年2月19日，该系列的第三部作品《末日之戰3》在北美发行，支持Microsoft Windows、PlayStation 3和Xbox 360平台。
2020年4月16日，Crytek宣布将在Xbox One、PlayStation 4、任天堂Switch以及Windows平台上发售《孤岛危机：复刻版》（Crysis：Remastered），将对游玩内容和美术资源进行强化，游戏于2020年9月18日正式发售。

## 劇情
在單人任務模式中，玩家扮演中尉 Jake Dunn，代號諾曼（Nomad）的美國三角洲部隊隊員。2020年，一群考古學家在菲律賓的靈山島進行古代遺蹟的研究，接著朝鮮人民軍封鎖了這座島嶼並劫持了這群考古學家，美軍在一星期後部署了三角洲部隊中的暴龍小隊（Raptor Team），並派遣憲法號航空母艦（CVN-80）及數艘驅逐艦進行支援，這段期間美軍與北朝鮮從小規模衝突擴大至大規模交戰。遊戲中這一部份的場景和Crytek前作《極地戰嚎》（Far Cry）相同，主要發生在一個充滿熱帶雨林的島嶼上，島上具有傳統村落和北朝鮮的軍事基地。

### 初期
遊戲開始於僅有五人的暴龍小隊於空中跳傘至降落區（Landing Zone, LZ），在降落過程中，諾曼被不明物體(中後期現身于遊戲中的外星機械)撞上並失去了降落傘，最後墜入水中並錯過了降落區，在諾曼抵達岸上後，與傑斯特相會，轉而與另外一名被卡在樹上隊員阿茲提克相會。正當他們開始行動時卻從樹林傳來了一片慘叫交戰之聲，當諾曼與傑斯特到達樹林時，阿茲提克與其餘四名朝鮮人民軍士兵已被不明物體殺害。為了防止朝鮮人民軍獲得生化裝的科技，隊長普費蒸發了他的遺體，普費被派往清除他們活動的痕跡，而諾曼被命令繼續前行。
隨後諾曼入侵了位於海岸邊的北朝鮮基地，並得知朝鮮人民軍在此區域的活動由慶將軍所領導。接著諾曼與小隊其餘三人在山中會合，發現了研究團隊被冰封住的船，並找到了有關人質所在地的情報。賽可和其他隊員因覺得隊長普菲有事瞞著他們而同他爭吵起來，而此時一外星機體卻突然現身，撞破船艦並抓走了傑斯特，在飛行了一段距離後將他丟至地面。在諾曼等人趕到時傑斯特已經死亡，不得不同樣蒸發了他的遺體。
而後普費在朝鮮人民軍的一個通訊點了解到朝鮮人民軍將一名人質關押于不遠處的一個村莊中，三人再度分開執行任務。諾曼進入村莊並與賽可共同救出人質，並從該名人質（事實上為CIA的情報員）口中得知其餘人質在一個化石發掘場。此時朝鮮人民軍派遣了兩輛坦克進入村莊。在諾曼摧毀坦克編隊之後，由賽可護送人質離開村莊，而諾曼則趕往普費處與其會合，一同前往化石發掘場。

### 反擊
諾曼與普費匯合后，普費仍然無法與聯合作戰司令部（Joint Special Operations Command，JSOC）聯絡。正當普費與諾曼行進之時，普費被另一突然出現的外星機體拖進樹林裡並消失無蹤，同時諾曼與司令部恢復通訊，在回報普費作戰中失蹤（Missing in Action，MIA）的消息後，轉為由史崔克蘭負責指引諾曼，在引導下，諾曼摧毀了附近的GPS干擾站並前往研究團隊領導人羅泰森博士的所在地。當時羅泰森博士正在研究一具從岩石中挖出的外星遺骸，並與慶將軍做視訊對話，但外星遺骸釋放出巨大的能量將整棟建築物與博士結成冰塊。此時，美軍開始了與朝鮮人民軍的衝突，諾曼被要求搭乘VTOL前往港口以支援正在作戰的美軍，在VTOL降落區，諾曼發現朝鮮人民軍也擁有生化奈米裝的科技。抵達港口後，諾曼即被派往摧毀防空設施，得以讓VTOL降落並在該區域部署坦克。此時聯合作戰司令部給了賽可新的指令，要求其與A連會合（是為本作資料片《末日之戰：獵殺悍將》的情節發端），而諾曼則與美軍坦克一同襲擊慶將軍所在地點。正當美軍的裝甲部隊逐漸向慶將軍的所在地逼近而受地形所阻時，島中央山頂上的岩石逐漸崩落，露出了一個數千米高的外星建築，並放出兩台外星機體，攻擊當地的朝鮮人民軍。

### 外星生物出現
諾曼隨後進入了挖掘地，發現了慶將軍、數名穿有奈米裝的朝鮮人民軍和兩名考古學家，正當諾曼正在監聽時，諾曼被朝鮮人民軍發現並被打昏，生化裝的功能也被停止。在諾曼清醒後，他被帶至慶將軍面前，而慶將軍正準備引爆炸藥來進入外星建築，但考古學家反對並質疑他的作法，其中一名考古學家被慶將軍槍殺，炸藥引爆所釋放的能量導致慶將軍的生化裝故障，並且殺死了他所有的隨身護衛，接著諾曼殺死了慶將軍，並與另一名考古學家海倫娜搭乘電梯逃離挖掘地，然而挖掘地開始倒塌並將兩人困在電梯中，雖然VTOL前來救援，但無法將諾曼救出，在沒有其他出口的情況下，諾曼只能選擇進入外星建築。外星建築內部是一個冰冷且無重力的場所，裡面有著類似有機生物的軀殼和許多刺狀的冰晶，並且有複雜的管道來快速穿梭整個系統，建築內部與外部完全斷絕聯繫，諾曼在裡面蒐集了寶貴的資訊，並遇到了幾近侵略規模的外星生物，在諾曼成功離開後，建築物放出了一个冰冻能量罩，使能量罩內部的溫度降至攝氏-100度以下，所有的美軍、朝鮮人民軍都被結成冰塊，諾曼在球體內遇到普費，普費運用了外星技術改造了一把開火機制複雜的槍械，能夠發射出冰凍光束，然而普費的生化裝已經受損，諾曼必須護衛他至附近的熱源來補充能量，最終逃離球體，同時，他們也看到了一架巨型外星船艦（Warship）從頭頂飛過。

### 美軍撤離
在球體外，諾曼和普費與季根上士在球體外的臨時基地會合，外星機體從球體內不斷竄出，擊落了載有研究人員海倫娜的VTOL，在普費將海倫娜從墜毀的VTOL中救出後便搭乘其他VTOL離開，此時球體邊緣出現了一隻形如蜘蛛的外星生物（Hunter），並逐漸逼近美軍的基地，史蘭克林為了保護VTOL安全的撤離，刻意引開Hunter的注意力，最後犧牲在戰場上。而諾曼搭乘了最後一批VTOL離開島嶼，在飛行過程中VTOL被外星機體攻擊，駕駛員中彈，VTOL改為諾曼駕駛，並返回在該區負責支援的航空母艦CVN-80 USS Constitution。

### 返回航空母艦
在航空母艦上，賽可帶回了一具外星生物的遺骸，該機體忽然間吸收了附近的能量並開始活動，在附近保安人員的攻擊下又再度停止，海倫娜表示這些生物會吸收附近的能量來源。諾曼與海倫娜在CDC遇到了艦長梅爾森，梅爾森提到了使用核彈攻擊這座島嶼，但海倫納認為以核彈轟炸只不過是「提供能量給球體」，梅爾森沒有聽下她的建言，兩人接著在軍械庫遇到了賽可與費普，費普在修復了它的生化裝後，帶著他所得到的武器離開軍械庫，截取了一台VTOL返回島嶼，軍械庫的工程師將諾曼的奈米裝進行改良，讓海倫娜能夠在遠處的電腦透過無線網路讓奈米裝傳送出訊號，進而破壞外星生物的防護罩。同時，梅爾森獲得白宮的授權，在艦橋已經準備發射核彈，雖然海倫娜再度懇求他停止發射，但梅爾森仍然堅持它的決定。核彈隨後命中球體，球體將核彈能量吸收並擴大了數倍，所有外星機體立刻從球體飛出，朝著航空母艦而來，而普費也被推測已遭到炸死。外星生物對航空母艦的破壞導致核子動力爐超載，並釋放出輻射，諾曼被要求前往關閉反應爐，此時數名敵軍衝進反應爐室內，海倫娜嘗試使用傳送訊號的方式讓外星生物電力超載，結果非常成功。在返回甲板的途中，諾曼繞路取得了原本放置於軍械庫的戰術核武發射器，艦長梅爾森被外星生物殺死，當諾曼回到甲板時，甲板上已經出現了一隻巨大的Hunter，海倫娜再度傳輸訊號摧毀它的防護罩，在諾曼成功了摧毀Hunter後，巨大的Warship從航空母艦旁的水底浮起，運用相同的方式，海倫娜削弱了它的防護罩後，諾曼便以戰術核武發射器摧毀它。最後，諾曼搭上由賽可駕駛並載有海倫娜的VTOL上，外星Warship與航空母艦一同沉入海底，海倫娜在對話中提到一隊從日本來的艦隊將在一小時後到達，同時，賽可接收到在球體內部來自普費的訊號，VTOL便調頭飛回球體內。

## 关卡
- 接触（Contact）
- 恢复（Recovery）
- 遗迹（Relic）
- 突袭（Assault）
- 冲击（Onslaught）
- 觉醒（Awakening）
- 核心（Core）
- 失乐园（Paradise Lost）
- 撤离（Exodus）
- 升天（Ascension）
- 审判（Reckoning）

## 陣營

### 美軍

#### 暴龍小隊
主角諾曼所隸屬的美軍三角洲部隊其中一支，其他隊員包括阿茲提克、傑斯特、賽可與隊長普費，這些隊員名稱可從遊戲附帶的CryENGINE2 SandBox2編輯器中找到。在遊戲中，阿茲提克和傑斯特在遊戲進行前期即陣亡，聯合作戰司令部負責對這支小隊的所有行動。
- 諾曼（Nomad，Jake Dunn）──玩家所扮演的主角，其面貌除了在概念圖以外都沒有出現過，他堅持完成任務目標而且曾經拒絕過聯合作戰司令部撤退的命令，根據官方漫畫故事劇情中遭遇CIA所迫害導致墜機後受傷最後與賽可和普費被CIA俘虜和凌虐因EMP攻擊導致當場身亡，在三代此人物資料已完全遭刪除。
- 阿茲提克（Aztec，Harry Cortez）──遊戲一開始與四名北韓士兵被外星機體殺害，為了不讓生化裝落入北韓軍手中，他與生化裝一同被燃毀。
- 傑斯特（Jester，Martin Hawker）──在一個內陸被冰凍的船艦附近被外星機器抓走，飛行了一段距離後被棄置於地面，被發現時已經身亡，隨後也與生化裝一同燃毀，在遊戲中，他能說流利的西班牙語。
- 賽可（Psycho，Michael Sykes）──前英國特種空勤團（SAS）成員，之後加入三角洲部隊，是遊戲最後剩存的暴龍小隊隊員之一。在諾曼抵達航空母艦前，賽可與諾曼最後一次在港口碰面，隨後便分開執行任務，賽可在這段期間的任務將會在資料片中被揭露。在游戏中，他常常和普费作对，但因为职位的关系，所以不敢违抗普费的命令。以游戏来看，他可以说是暴龙队里脾气最暴躁的人。
- 普費（Prophet，Laurence Barnes）──暴龍小隊的隊長，其它的隊員稱他為「老大」（Boss）。普費在任務中期被外星人劫持而且被回報為作戰中失蹤，這段時間史崔克蘭接手了對暴龍小隊的控制，而在諾曼離開外星船艦時又突然出現，但出現極為異常的行為舉止，他得了一把具有複雜開火機制的外星武器，而且似乎比任何人都還要了解這些外星人，在航空母艦上他劫持了一架VTOL並飛回島嶼，遊戲最後賽可在逃離的VTOL上接收到普費的訊號，並返回島嶼。

#### 美國海軍陸戰隊
美國海軍陸戰隊在該區域由史崔克蘭（Strickland）所領導，並主導大部分地面上對北韓的攻擊行動，並利用 VTOL 部署兵力，在普費失蹤的這段期間由史崔克蘭代替普費對暴龍小隊下達任務命令，最終，史蘭克林為了保護正在撤離的 VTOL，刻意轉移外星機體的注意力，犧牲了自己的生命。

#### 美國海軍
美國海軍在遊戲中由梅爾森（Morrison）所統帥的USS Constitution航空母艦戰鬥群作為主要指揮。航空母艦以核子反應爐作為動力來源，遊戲初期艦隊在島外部署，並攜帶大量的戰備武器，包括具備發射核彈能力的F-35C，最後航空母艦戰鬥群在外星船艦永無止盡的攻擊下被摧毀。

### 朝鮮人民軍
朝鮮人民軍由慶將軍（General Kyong）負責島嶼的攻擊行動。他們嘗試獲取外星科技並且趕走所有當地居民及入侵美軍。在遊戲中期發現朝鮮人民軍也擁有奈米裝科技，諾曼稱他們為「便宜貨」("cheap knock-offs")，不過這些奈米裝僅限於慶將軍以及他的精英貼身護衛。朝鮮人民軍在球體出現前即開始撤離島嶼，留下的大量火砲設備被美軍用來攻擊外星機器。在末日之戰：獵殺悍將中，同樣也是朝鮮人民軍李上校的部隊似乎獨立於慶將軍的部隊但李上校也擁有奈米裝和自己的奈米裝護衛隊。

### 研究團隊
由羅泰森（Rosenthal）博士所帶領的考古團隊，最初他們在世界各處發現外星人的殘骸，之後在島上發現一具完整的殘骸。該具完整殘骸把羅泰森博士和附近的物體變成冰塊之後，團隊只剩海倫娜（Helena）和一名研究人員存活，而該研究人員隨後被慶將軍殺害。海倫娜在抵達航空母艦後發現可以利用諾曼的生化裝來超載外星生物的能量，她也要求梅爾森不要發射核彈攻擊圓球，害怕核彈的能量只會使圓球更加的強大。北韓懷疑此研究團隊實際上是美國中央情報局的人員。(根據官方漫畫故事劇情中海倫娜在靈山島海邊遭受CIA射殺身亡)

### 外星生物

外星生物 Hunter

在嵌入岩石中的巨大建築中生存，他們具有流線形的身體來快速的「游」過船艦內的高速通道，並且可以吸收附近的能量。外星機器具有各式大小，體型小至可在航空母艦的艙內穿梭，大至可以直接撞沉美軍的驅逐艦，根據遊戲最後向四處行進的大軍及多人連線地圖的描述判斷，他們試圖要侵略整個地球。但是從2代的劇情可得知異形是地球原生，可以說是上一代的先進生物，後來離開了地球，現在又回來了。
外星生物最常用的武器為MOAC（Molecular Accelerator），能夠吸收附近的濕氣，將其凝結後發射出尖銳且危險的冰柱，由於彈藥來源是空氣中的水氣，並沒有彈藥限制。另外一種類似的武器稱為MOAR（Molecular Arrestor），能發射出一道光束將所經之處結凍，被結凍的物體即可被其他武器擊碎。除此之外，外星生物也能發射Singularity Cannon造成大規模的破壞。

## 遊戲內容
玩家可以從不同的路線或用不同的方式來達成目標。遊戲中生化奈米裝提供的四種模式：
- 裝甲模式（Maximum Armor）：生化奈米裝會代替玩家承受傷害，同時生命回復速度也會有所提升。
- 速度模式（Maximum Speed）：提供玩家更快的速度，並且加快武器填彈速度，且在衝刺時跳躍甚至就可以稍微“飛”躍一段距離，另外雙手搏擊的速度也會加快。
- 力量模式（Maximum Strength）：玩家力量增強，可將手榴彈、物品及被抓住的敵軍扔得更遠，肉搏力量增強，穩定遠距離瞄準，並且能讓武器的後坐力減低，以及增加跳躍高度。
- 隱匿模式（Cloak Mode）：讓玩家隱形，進而降低敵方的警戒值，但是作出任何攻擊的動作之後（如開火，扔擲手榴彈等），隱形就隨即失效。

生化奈米裝在單人遊戲的進行中也能展現其它功能，例如溫度控制、推進器。遊戲中奈米裝因能夠自動回復玩家的生命值，故遊戲中沒有醫療物品或設施。奈米裝帶有電子式的抬頭顯示器（HUD），被強力撞擊時會產生扭曲的影像，同時也能傳送及紀錄影像和聲音，並且配有双筒望远镜與夜視鏡。

### 人工智慧
遊戲的人工智慧（AI）能表現如真實小隊般的戰術使用，敵軍能夠快速的適應環境並且做出適當的反應。在遊戲中敵軍的反應也隨著玩家的動作進行改變，例如玩家在遊戲過程中如果沒有被發現，敵軍則會處於鬆懈狀態，例如：聊天、抽菸、小便、向長官敬禮……等等，如果玩家在任務過程中被發現，那鄰近區域的敵軍便會保持在警戒狀態。

### 武器

更換武器附掛物

《末日之戰》的故事背景定位在不久後的未來，因此許多現存的武器仍然可見於遊戲中。在單人模式中，玩家最初擁有美軍配發的SCAR（SOF Combat Assault Rifle）突击步枪，但朝鮮人民軍的主要武器FY-71突擊步槍因其容易找到彈藥的緣故，成為了取代SCAR的主要武器。朝鮮人民軍也使用適合近距離戰鬥的MPX8或AY-69冲锋枪與戰術霰彈槍做為武器，以及一種從現存的HK UCP和HK Mk 23 Mod 0所合成的Bauer SOCOM半自動手槍（取得兩把的話就會是雙槍，而且第二把亦可裝附掛物）作為次要武器，兩者在遊戲中也可被玩家使用。隨著遊戲的發展，玩家將得到具有導引功能的飛彈發射器來摧毀載具，在某些地區玩家也可發現朝鮮人民軍所使用的DSG-1狙擊步槍甚至是固定機槍（迷你砲或Shi Ten）。而後期隨著美軍勢力進入島嶼，也將GK8電磁能高斯步槍帶入戰場中。除了槍械外，玩家也在任務模式中獲得M26A1手榴弹、M84閃光彈、AN-M8煙霧彈、C4炸藥等爆破或擾敵武器。多人連線模式中，除了上述武器外，玩家還可以購買戰術核榴彈發射器（TAC）和奈米生化分解彈。遊戲中大多數武器皆由多種發射方式，例如FY-71突擊步槍具備單發、連發、燃燒彈藥單發、燃燒彈藥連發、榴彈五種模式，供玩家在適當的情況調整發射方式。

#### 附掛物
遊戲中的槍械可被裝上各式附掛物，例如瞄準鏡、手電筒、槍榴彈、滅音器……等，玩家可依照戰術需求隨時更換附掛物，即使完成品有多奇怪，例如，把一個4x/10x的狙擊瞄準鏡可被附掛在霰彈槍之上。

### 載具
《末日之戰》中也有多樣化的載具，陸上備有吉普車、坦克、防空履帶車，海中則有裝配機槍的巡邏快艇，但飛行載具僅限於朝鮮人民軍的武裝直升機與美軍具備垂直起降功能的VTOL。所有的載具皆可透過衝刺鍵開起加速模式。擊中載具的不同部位會造成不同類型的傷害，例如擊中輪胎可使輪胎爆胎，使載具減慢速度；又例如擊中貨車之下暴露的油箱可點燃其中的燃料，從而令載具爆炸。遊戲中有些載具無法由玩家操控，如噴射戰鬥機、航空母艦、驅逐艦等，而無論在多人遊戲還是單人模式中所有的外星機器皆不能由玩家操控。

## 多人遊戲

Crysis多人連線地圖的俯視圖。

《末日之戰》支援最多32人的多人連線遊戲，共有兩種模式：Instant Action（死鬥模式）與Power Struggle（權力爭奪），各包含六張地圖。
在Power Struggle模式中，玩家可扮演美軍或是北韓人民軍，兩方都具有生化奈米裝。玩家一開始只有基本的生化奈米裝及一把手槍。玩家必須完成任務或殺死敵軍以賺取聲望購買裝備及武器。地圖上有一座原型工廠，用來生產任何武器(包括外星武器)，玩家必須透過搶奪地圖上的外星殘骸來累積能量，當能量累積至全滿時便可以生產這些武器。遊戲的最終目標是摧毀對方的總部，玩家需要使用原型工廠生產的武器來摧毀它，因為基地外大量的自動防衛砲塔，使用其他的武器將會讓你非常難靠近和摧毀它。地圖上最初的載具僅提供運輸功能，並不搭載任何武裝，玩家必須透過控制兵工廠製造坦克和ICV，而敵軍生產的載具也可以透過解鎖的方式竊取。多人遊戲的伺服器分成DirectX 9和DirectX 10的伺服器，如果遊戲時間夠長，DirectX 10的伺服器具有日夜交替的功能。
死鬥模式則只是純粹殺死敵軍的戰鬥。原定的搶旗模式（Capture The Flag，CTF）因為類似部分Power Struggle模式而被刪除，但Crytek的員工Jack Mamais表示希望玩家社群可以透過模組的方式完成它。
2007年12月24日，Crytek釋出一個名為Crysis Tournament Map Pack的地圖包，包含了三張Power Struggle和兩張Instant Action地圖。

## 遊戲技術

### 遊戲引擎
末日之戰使用Crytek自家的遊戲引擎的第2代──CryEngine 2，是前作 極地戰嚎(Far Cry) 所使用的CryEngine的繼承者，CryEngine 2支援DirectX 10及Windows Vista的架構，同時也可向下兼容在Windows XP和DirectX 9環境下運行。在DirectX 10的模式下可以開啟Very High設置，但在DirectX 9環境下這個功能是被關閉的。末日之戰也是第一個使用CryENGINE 2引擎的遊戲。

NVIDIA裡負責TWIMTBP（The Way It's Meant To Be Played）計畫的副總裁Roy Taylor曾經發表過關於這個引擎的複雜度，表示末日之戰使用了超過一百萬條的程式碼、1GB的材質貼圖資料、超過85,000個著色器（Shader）和平均150萬至200萬的多邊形數，相較於極地戰嚎的232MB材質貼圖資料、50,000個著色器及平均70萬的多邊形。

### 編輯器

末日之戰Sandbox編輯器

末日之戰裡附有CryENGINE 2 Sandbox 2編輯器，供玩家創立和編輯地圖。編輯器透過即時繪製將結果呈現在玩家面前，玩家也可以隨時跳入遊戲中進行測試，操作方式大致和CryENGINE Sandbox編輯器相同。根據編輯器的讀我檔案，編輯器只完全支援64位元的Windows XP和Windows Vista，由於虛擬記憶體的不足，使用32位元版本的作業系統可能會導致編輯器的不穩定及錯誤。

### 試玩版
2007年8月27日，Crytek宣佈在9月25日釋出單人遊戲試玩版，但實際上延後到了10月26日。試玩版包含完整的單人任務第一關（Contract）以及編輯器。10月26日，Crytek表示試玩版的釋出將會在延後一天的時間，但官方的一個疏失讓玩家可以直接從EA的伺服器下載試玩版檔案，所以大多數的網站在釋出前一天已經提供連結下載。
試玩版釋出後，玩家發現可以透過修改設定檔在DirectX 9的模式下開啟原先設定只支援DirectX 10的Very High設置，而DX9下的Very High和DX10在畫質表現上沒有什麼差別，反而提供了更好的效能，這讓許多人懷疑DX10對遊戲是否有任何的益處。

## 評價
《末日之戰》分別獲得 GameSpot 授予的Best Shooter in its Best of 2007 awards（2007年最佳射擊遊戲）、PC Gamer Game Of The Year（2007年最佳遊戲）與 Action Game Of The Year（2007年最佳動作遊戲）及 Gamereactor Best Action Game of 2007（最佳動作遊戲）。

## 相關条目
- 極地戰嚎
- CryENGINE2
- Crytek
- 支持DirectX 10游戏列表

## 外部連結
- Crytek 官方網站（页面存档备份，存于） （英文）
- Crysis 英文官方網站 (EA)（页面存档备份，存于） （英文）
- Fandom上的更多相关：Crysis Wiki
- EA 台灣中文介紹 （繁體中文）